# Cour constitutionnelle de la République italienne
Pour les autres articles nationaux ou selon les autres juridictions, voir Cour constitutionnelle.
La Cour constitutionnelle de la République italienne (en italien : Corte costituzionale della Repubblica Italiana) est la juridiction chargée de veiller au respect de la Constitution de l'Italie. Ses compétences sont pleinement exercées par les juges qui y siègent pour un mandat long de neuf années, au sein du palais de la Consulta, bâtiment situé sur la place du Quirinal, à proximité du palais présidentiel.
Prévue par l'article 134 de ladite Constitution, elle n'est activée qu'en 1955, à la suite de la loi constitutionnelle no 1/1953 et de la loi no 87/1953. Elle tient sa première audience en 1956.

## Présentation
La Cour constitutionnelle de la République italienne juge : 
- la constitutionnalité des lois de l'État, des régions et des provinces autonomes de Trente et de Bolzano ;
- les conflits de compétences entre les pouvoirs de l'État ;
- les conflits de compétences entre l'État et les régions, et entre les régions entre elles ;
- le président de la République pour atteinte à la Constitution ou pour haute trahison. Dans ce cas, seize citoyens tirés au sort d'une liste formée par le Parlement réuni tous les neuf ans et éligibles au Sénat participent au procès ;
- l’admissibilité des requêtes de référendum abrogatif (article 2 de la loi constitutionnelle du 11 mars 1953, no 1).

Ses décisions ne sont pas contestables.
Elle est constituée de quinze juges désignés pour neuf ans non renouvelables (avant 1967, la durée du mandat était de douze ans). Le mandat débute dès leur prestation de serment. Ils sont nommés à parts égales par le président de la République, le Parlement et les magistrats de la Cour suprême de cassation, du Conseil d'État et de la Cour des comptes. « Les juges de la Cour constitutionnelle sont choisis parmi les magistrats, même en retraite, des juridictions supérieures, ordinaires et administratives, les professeurs d'université titulaires de chaires de droit et les avocats ayant vingt ans d'exercice professionnel » (article 135, alinéa 2, de la Constitution)
Elle élit son président en son sein pour trois ans renouvelables. Le président de la Cour constitutionnelle est le cinquième personnage de l'État derrière le président de la République, le président du Sénat, le président de la Chambre des députés, et enfin le président du Conseil des ministres

## Présidents
Depuis son installation en 1956 à la suite des dispositions de la Constitution italienne, la Cour a compté 45 présidents.
L'actuel président de la Cour est Giuliano Amato, en fonction depuis le 29 janvier 2022. Il est le premier ancien chef de gouvernement à occuper cette fonction.
| no | Président                      | Début             | Fin               | Durée                          |
| -- | ------------------------------ | ----------------- | ----------------- | ------------------------------ |
| 1  | Enrico De Nicola               | 23 janvier 1956   | 26 mars 1957      | 428 jours (1 an, 62 jours)     |
| 2  | Gaetano Azzariti (en)          | 6 avril 1957      | 5 janvier 1961    | 1 370 jours (3 ans, 274 jours) |
| 3  | Giuseppe Cappi (en)            | 4 mars 1961       | 10 octobre 1962   | 585 jours (1 an, 220 jours)    |
| 4  | Gaspare Ambrosini              | 20 octobre 1962   | 15 décembre 1967  | 1 882 jours (5 ans, 56 jours)  |
| 5  | Aldo Sandulli (en)             | 16 janvier 1968   | 4 avril 1969      | 444 jours (1 an, 78 jours)     |
| 6  | Giuseppe Branca (en)           | 10 mai 1969       | 9 juillet 1971    | 790 jours (2 ans, 60 jours)    |
| 7  | Giuseppe Chiarelli (en)        | 22 novembre 1971  | 16 février 1973   | 452 jours (1 an, 86 jours)     |
| 8  | Francesco Paolo Bonifacio (en) | 23 février 1973   | 25 octobre 1975   | 974 jours (2 ans, 244 jours)   |
| 9  | Paolo Rossi (en)               | 18 décembre 1975  | 9 mai 1978        | 873 jours (2 ans, 142 jours)   |
| 10 | Leonetto Amadei (en)           | 5 mars 1979       | 28 juin 1981      | 846 jours (2 ans, 115 jours)   |
| 11 | Leopoldo Elia (en)             | 21 septembre 1981 | 7 mai 1985        | 1 324 jours (3 ans, 228 jours) |
| 12 | Livio Paladin (en)             | 3 juillet 1985    | 1er juillet 1986  | 11 mois et 28 jours            |
| 13 | Antonio La Pergola             | 2 juillet 1986    | 14 juin 1987      | 11 mois et 12 jours            |
| 14 | Francesco Saja (en)            | 15 juin 1987      | 22 octobre 1990   | 1 225 jours (3 ans, 129 jours) |
| 15 | Giovanni Conso (en)            | 23 octobre 1990   | 3 février 1991    | 103 jours                      |
| 16 | Ettore Gallo (en)              | 4 février 1991    | 14 juillet 1991   | 5 mois et 10 jours             |
| 17 | Aldo Corasaniti (en)           | 15 juillet 1991   | 14 novembre 1992  | 488 jours (1 an, 122 jours)    |
| 18 | Francesco Paolo Casavola (en)  | 15 novembre 1992  | 25 février 1995   | 832 jours (2 ans, 102 jours)   |
| 19 | Antonio Baldassarre (en)       | 26 février 1995   | 8 septembre 1995  | 194 jours                      |
| 20 | Vincenzo Caianiello (en)       | 9 septembre 1995  | 23 octobre 1995   | 44 jours                       |
| 21 | Mauro Ferri                    | 24 octobre 1995   | 3 novembre 1996   | 376 jours (1 an, 10 jours)     |
| 22 | Renato Granata (en)            | 4 novembre 1996   | 4 novembre 1999   | 1 095 jours (3 ans)            |
| 23 | Giuliano Vassalli              | 11 novembre 1999  | 13 février 2000   | 94 jours                       |
| 24 | Cesare Mirabelli (en)          | 23 février 2000   | 21 novembre 2000  | 272 jours                      |
| 25 | Cesare Ruperto (en)            | 5 janvier 2001    | 2 décembre 2002   | 696 jours (1 an, 331 jours)    |
| 26 | Riccardo Chieppa (en)          | 5 décembre 2002   | 23 janvier 2004   | 414 jours (1 an, 49 jours)     |
| 27 | Gustavo Zagrebelsky            | 28 janvier 2004   | 13 septembre 2004 | 229 jours                      |
| 28 | Valerio Onida                  | 22 septembre 2004 | 30 janvier 2005   | 130 jours                      |
| 29 | Piero Alberto Capotosti (en)   | 10 mars 2005      | 6 novembre 2005   | 241 jours                      |
| 30 | Annibale Marini (en)           | 10 novembre 2005  | 9 juillet 2006    | 241 jours                      |
| 31 | Franco Bile (en)               | 11 juillet 2006   | 8 novembre 2008   | 851 jours (2 ans, 120 jours)   |
| 32 | Giovanni Maria Flick           | 14 novembre 2008  | 18 février 2009   | 96 jours                       |
| 33 | Francesco Amirante (en)        | 25 février 2009   | 7 décembre 2010   | 650 jours (1 an, 285 jours)    |
| 34 | Ugo De Siervo (en)             | 10 décembre 2010  | 29 avril 2011     | 4 mois et 19 jours             |
| 35 | Alfonso Quaranta (en)          | 6 juin 2011       | 27 janvier 2013   | 601 jours (1 an, 235 jours)    |
| 36 | Franco Gallo                   | 29 janvier 2013   | 16 septembre 2013 | 7 mois et 18 jours             |
| 37 | Gaetano Silvestri (en)         | 19 septembre 2013 | 28 juin 2014      | 9 mois et 9 jours              |
| 38 | Giuseppe Tesauro (it)          | 30 juillet 2014   | 9 novembre 2014   | 3 mois et 10 jours             |
| 39 | Alessandro Criscuolo (it)      | 12 novembre 2014  | 24 février 2016   | 1 an, 3 mois et 12 jours       |
| 40 | Paolo Grossi                   | 24 février 2016   | 23 février 2018   | 1 an, 11 mois et 30 jours      |
| 41 | Giorgio Lattanzi               | 8 mars 2018       | 9 décembre 2019   | 1 an, 9 mois et 1 jour         |
| 42 | Marta Cartabia                 | 11 décembre 2019  | 13 septembre 2020 | 9 mois et 2 jours              |
| 43 | Mario Rosario Morelli          | 16 septembre 2020 | 18 décembre 2020  | 3 mois et 2 jours              |
| 44 | Giancarlo Coraggio             | 18 décembre 2020  | 29 janvier 2022   | 1 an, 1 mois et 11 jours       |
| 45 | Giuliano Amato                 | 29 janvier 2022   | 18 septembre 2022 | 7 mois et 20 jours             |
| 45 | Silvana Sciarra (en)           | 20 septembre 2022 | en cours          | 2 ans, 5 mois et 21 jours      |

## Membres
| Juge                             | Qualification           | Autorité de designation    | Désignation       | Serment           | Fin de mandat     | Président   | Vice-président |
| -------------------------------- | ----------------------- | -------------------------- | ----------------- | ----------------- | ----------------- | ----------- | -------------- |
| Ernesto Battaglini (it)          | Avocat général          | Cour de cassation          | 19 mai 1953       | 15 décembre 1955  | 3 juillet 1960    |             |                |
| Antonino Papaldo (it)            | Magistrat administratif | Conseil d'État             | 19 mars 1953      | 15 décembre 1955  | 15 décembre 1967  |             | 1966 - 1967    |
| Giuseppe Lampis (en)             | Magistrat               | Cour de cassation          | 7 octobre 1953    | 15 décembre 1955  | 30 mai 1956       |             |                |
| Mario Cosatti (en)               | Magistrat comptable     | Cour des comptes           | 15 mai 1954       | 15 décembre 1955  | 4 février 1963    |             | 1962 - 1963    |
| Francesco Pantaleo Gabrieli (en) | Magistrat               | Cour de cassation          | 13 novembre 1955  | 15 décembre 1955  | 15 juillet 1962   |             |                |
| Gaspare Ambrosini                | Professeur              | Parlement                  | 15 novembre 1955  | 15 décembre 1955  | 15 décembre 1967  | 1962 - 1967 | 1961 - 1962    |
| Mario Bracci (en)                | Professeur              | Parlement                  | 15 novembre 1955  | 15 décembre 1955  | 15 mai 1959       |             |                |
| Giuseppe Cappi (en)              | Avocat                  | Parlement                  | 30 novembre 1955  | 15 décembre 1955  | 12 juillet 1963   | 1961 - 1962 | 1961           |
| Nicola Jaeger (en)               | Professeur              | Parlement                  | 30 novembre 1955  | 15 décembre 1955  | 15 décembre 1967  |             |                |
| Giovanni Cassandro (en)          | Professeur              | Parlement                  | 30 novembre 1955  | 15 décembre 1955  | 15 décembre 1967  |             |                |
| Enrico De Nicola                 | Avocat                  | Président de la République | 3 décembre 1955   | 15 décembre 1955  | 26 mars 1957      | 1956 - 1957 |                |
| Gaetano Azzariti (en)            | Magistrat               | Président de la République | 3 décembre 1955   | 15 décembre 1955  | 5 janvier 1961    | 1957 - 1961 | 1956 - 1957    |
| Tomaso Perassi (en)              | Professeur              | Président de la République | 3 décembre 1955   | 15 décembre 1955  | 3 novembre 1960   |             | 1957 - 1960    |
| Giuseppe Capograssi (en)         | Professeur              | Président de la République | 3 décembre 1955   | 15 décembre 1955  | 23 avril 1956     |             |                |
| Giuseppe Castelli Avolio (en)    | Magistrat administratif | Président de la République | 3 décembre 1955   | 15 décembre 1955  | 15 juillet 1966   |             | 1963 - 1966    |
| Biagio Petrocelli (en)           | Professeur              | Président de la République | 5 mai 1956        | 9 mai 1956        | 9 mai 1968        |             | 1967 - 1968    |
| Antonio Manca (en)               | Magistrat               | Cour de cassation          | 23 juin 1956      | 3 juillet 1956    | 3 juillet 1968    |             |                |
| Aldo Sandulli (en)               | Professeur              | Président de la République | 30 mars 1957      | 4 avril 1957      | 4 avril 1969      | 1968 - 1969 |                |
| Giuseppe Branca (en)             | Professeur              | Parlement                  | 2 juillet 1959    | 9 juillet 1959    | 9 juillet 1971    | 1969 - 1971 | 1968 - 1969    |
| Michele Fragali (en)             | Magistrat               | Cour de cassation          | 20 juillet 1960   | 2 août 1960       | 2 août 1972       |             | 1969 - 1972    |
| Costantino Mortati               | Professeur              | Président de la République | 2 décembre 1960   | 20 décembre 1960  | 20 décembre 1972  |             | 1972           |
| Giuseppe Chiarelli (en)          | Professeur              | Président de la République | 2 février 1961    | 16 février 1961   | 16 février 1973   | 1971 - 1973 |                |
| Giuseppe Verzì (en)              | Magistrat               | Cour de cassation          | 27 juillet 1962   | 1er août 1962     | 1er août 1974     |             | 1972 - 1974    |
| Giovanni Battista Benedetti      | Magistrat comptable     | Cour des comptes           | 26 février 1963   | 11 juillet 1963   | 11 juillet 1975   |             | 1974 - 1975    |
| Francesco Paolo Bonifacio (en)   | Professeur              | Parlement                  | 2 octobre 1963    | 25 octobre 1963   | 25 octobre 1975   | 1973 - 1975 |                |
| Luigi Oggioni (en)               | Magistrat               | Président de la République | 16 août 1966      | 29 septembre 1966 | 29 septembre 1978 |             | 1975 - 1978    |
| Angelo De Marco (en)             | Magistrat administratif | Conseil d’État             | 17 décembre 1967  | 10 janvier 1968   | 10 janvier 1977   |             |                |
| Ercole Rocchetti (en)            | Avocat                  | Parlement                  | 19 décembre 1967  | 10 janvier 1968   | 10 janvier 1977   |             |                |
| Enzo Capalozza (en)              | Avocat                  | Parlement                  | 19 décembre 1967  | 10 janvier 1968   | 10 janvier 1977   |             |                |
| Vincenzo Michele Trimarchi (en)  | Professeur              | Parlement                  | 19 décembre 1967  | 10 janvier 1968   | 10 janvier 1977   |             |                |
| Vezio Crisafulli (en)            | Professeur              | Président de la République | 14 mai 1968       | 25 mai 1968       | 2 août 1979       |             |                |
| Nicola Reale (en)                | Magistrat               | Cour de cassation          | 6 juillet 1968    | 18 juillet 1968   | 2 août 1979       |             |                |
| Paolo Rossi (en)                 | Professeur              | Président de la République | 2 mai 1969        | 9 mai 1969        | 2 août 1979       | 1975 - 1978 |                |
| Leonetto Amadei (en)             | Avocat                  | Parlement                  | 27 juin 1972      | 28 juin 1972      | 28 juin 1981      | 1979 - 1981 | 1978 - 1979    |
| Giulio Gionfrida (en)            | Magistrat               | Cour de cassation          | 4 octobre 1972    | 10 octobre 1972   | 10 octobre 1981   |             | 1979 - 1981    |
| Edoardo Volterra                 | Professeur              | Président de la République | 5 janvier 1973    | 23 janvier 1973   | 23 janvier 1982   |             | 1981 - 1982    |
| Guido Astuti (en)                | Professeur              | Président de la République | 19 février 1973   | 22 février 1973   | 7 octobre 1980    |             |                |
| Michele Rossano (en)             | Magistrat               | Cour de cassation          | 28 septembre 1974 | 3 octobre 1974    | 3 octobre 1983    |             |                |
| Antonino De Stefano (en)         | Magistrat comptable     | Cour des comptes           | 12 juillet 1975   | 15 juillet 1975   | 15 juillet 1984   |             | 1982 - 1984    |
| Leopoldo Elia (en)               | Professeur              | Parlement                  | 30 avril 1976     | 7 mai 1976        | 7 mai 1985        | 1981 - 1985 |                |
| Guglielmo Roehrssen (en)         | Magistrat administratif | Conseil d’État             | 21 décembre 1976  | 13 janvier 1977   | 13 janvier 1986   |             | 1984 - 1986    |
| Oronzo Reale                     | Avocat                  | Parlement                  | 27 janvier 1977   | 31 janvier 1977   | 31 janvier 1986   |             |                |
| Brunetto Bucciarelli Ducci (en)  | Magistrat               | Parlement                  | 27 janvier 1977   | 31 janvier 1977   | 31 janvier 1986   |             |                |
| Alberto Malagugini (en)          | Avocat                  | Parlement                  | 27 janvier 1977   | 31 janvier 1977   | 31 janvier 1986   |             |                |
| Livio Paladin (en)               | Professeur              | Président de la République | 23 juin 1977      | 1er juillet 1977  | 1er juillet 1986  | 1985 - 1986 |                |
| Arnaldo Maccarone (en)           | Magistrat               | Cour de cassation          | 25 juillet 1977   | 21 septembre 1977 | 20 septembre 1984 |             |                |
| Antonio La Pergola               | Professeur              | Président de la République | 7 juin 1978       | 14 juin 1978      | 14 juin 1987      | 1986 - 1987 | 1986           |
| Virgilio Andrioli (en)           | Professeur              | Président de la République | 11 octobre 1978   | 26 octobre 1978   | 26 octobre 1987   |             | 1986 - 1987    |
| Giuseppe Ferrari (en)            | Professeur              | Président de la République | 21 octobre 1980   | 7 novembre 1980   | 11 juin 1987      |             |                |
| Francesco Saja (en)              | Avocat général          | Cour de cassation          | 14 octobre 1981   | 22 octobre 1981   | 22 octobre 1990   | 1987 - 1990 |                |
| Giovanni Conso (en)              | Professeur              | Président de la République | 25 janvier 1982   | 3 février 1982    | 3 février 1991    | 1990 - 1991 | 1987 - 1990    |
| Ettore Gallo (en)                | Professeur              | Parlement                  | 30 juin 1982      | 14 juillet 1982   | 14 juillet 1991   | 1991        |                |
| Aldo Corasaniti (en)             | Avocat général          | Cour de cassation          | 26 octobre 1983   | 14 novembre 1983  | 14 novembre 1992  | 1991 - 1992 | 1991           |
| Giuseppe Borzellino (it)         | Magistrat               | Cour des comptes           | 18 juillet 1984   | 24 juillet 1984   | 24 juillet 1993   |             | 1991 - 1993    |
| Francesco Greco (en)             | Magistrat               | Cour de cassation          | 11 octobre 1984   | 13 novembre 1984  | 13 novembre 1993  |             | 1993           |
| Renato Dell'Andro (en)           | Professeur              | Parlement                  | 23 juillet 1985   | 29 juillet 1985   | 29 octobre 1990   |             |                |
| Gabriele Pescatore               | Magistrat administratif | Conseil d’État             | 20 décembre 1985  | 14 janvier 1986   | 14 janvier 1995   |             | 1993 - 1995    |
| Ugo Spagnoli (en)                | Avocat                  | Parlement                  | 6 février 1986    | 25 février 1986   | 25 février 1995   |             | 1995           |
| Francesco Paolo Casavola (en)    | Professeur              | Parlement                  | 6 février 1986    | 25 février 1986   | 25 février 1995   | 1992 - 1995 |                |
| Antonio Baldassarre (en)         | Professeur              | Président de la République | 8 août 1986       | 8 septembre 1986  | 8 septembre 1995  | 1995        |                |
| Vincenzo Caianiello (en)         | Magistrat administratif | Parlement                  | 9 octobre 1986    | 23 octobre 1986   | 23 octobre 1995   | 1995        | 1995           |
| Mauro Ferri                      | Avocat                  | Président de la République | 27 octobre 1987   | 3 novembre 1987   | 3 novembre 1996   | 1995 - 1996 | 1995           |
| Luigi Mengoni (en)               | Professeur              | Président de la République | 27 octobre 1987   | 3 novembre 1987   | 3 novembre 1996   |             | 1995 - 1996    |
| Enzo Cheli (en)                  | Professeur              | Président de la République | 27 octobre 1987   | 3 novembre 1987   | 3 novembre 1996   |             | 1996           |
| Renato Granata (en)              | Magistrat               | Cour de cassation          | 23 octobre 1990   | 7 novembre 1990   | 7 novembre 1999   | 1996 - 1999 | 1999           |
| Giuliano Vassalli                | Professeur              | Président de la République | 4 février 1991    | 13 février 1991   | 13 février 2000   | 1999 - 2000 | 1996 - 1999    |
| Francesco Guizzi (en)            | Professeur              | Parlement                  | 14 novembre 1991  | 21 novembre 1991  | 21 novembre 2000  |             | 1999 - 2000    |
| Cesare Mirabelli (en)            | Professeur              | Parlement                  | 14 novembre 1991  | 21 novembre 1991  | 21 novembre 2000  | 2000        | 1999 - 2000    |
| Fernando Santosuosso (en)        | Magistrat               | Cour de cassation          | 19 novembre 1992  | 4 décembre 1992   | 4 décembre 2001   |             | 2001           |
| Massimo Vari (en)                | Magistrat comptable     | Cour des comptes           | 15 juillet 1993   | 27 juillet 1993   | 27 juillet 2002   |             | 2001 - 2002    |
| Cesare Ruperto (en)              | Magistrat               | Cour de cassation          | 16 novembre 1993  | 2 décembre 1993   | 2 décembre 2002   | 2001 - 2002 |                |
| Riccardo Chieppa (en)            | Magistrat administratif | Conseil d'État             | 17 décembre 1994  | 23 janvier 1995   | 23 janvier 2004   | 2002 - 2004 | 2002           |
| Gustavo Zagrebelsky              | Professeur              | Président de la République | 9 septembre 1995  | 13 septembre 1995 | 13 septembre 2004 | 2004        | 2002 - 2004    |
| Valerio Onida                    | Professeur              | Parlement                  | 24 janvier 1996   | 30 janvier 1996   | 30 janvier 2005   | 2004 - 2005 | 2004           |
| Carlo Mezzanotte (en)            | Professeur              | Parlement                  | 24 janvier 1996   | 30 janvier 1996   | 30 janvier 2005   |             | 2004 - 2005    |
| Fernanda Contri (en)             | Avocat                  | Président de la République | 4 novembre 1996   | 6 novembre 1996   | 6 novembre 2005   |             | 2005           |
| Guido Neppi Modona (en)          | Professeur              | Président de la République | 4 novembre 1996   | 6 novembre 1996   | 6 novembre 2005   |             | 2005           |
| Piero Alberto Capotosti (en)     | Professeur              | Président de la République | 4 novembre 1996   | 6 novembre 1996   | 6 novembre 2005   | 2005        |                |
| Annibale Marini (en)             | Professeur              | Parlement                  | 18 juin 1997      | 9 juillet 1997    | 9 juillet 2006    | 2005 - 2006 | 2005           |
| Franco Bile (en)                 | Magistrat               | Cour de cassation          | 29 octobre 1999   | 8 novembre 1999   | 8 novembre 2008   | 2006 - 2008 | 2005 - 2006    |
| Giovanni Maria Flick             | Professeur              | Président de la République | 14 février 2000   | 18 février 2000   | 18 février 2009   | 2008 - 2009 | 2005 - 2008    |
| Francesco Amirante (en)          | Magistrat               | Cour de cassation          | 23 novembre 2001  | 7 décembre 2001   | 7 décembre 2010   | 2009 - 2010 | 2008 - 2009    |
| Ugo De Siervo (en)               | Professeur              | Parlement                  | 24 avril 2002     | 29 avril 2002     | 29 avril 2011     | 2010 - 2011 | 2009 - 2010    |
| Romano Vaccarella (en)           | Professeur              | Parlement                  | 24 avril 2002     | 29 avril 2002     | 4 mai 2007        |             |                |
| Paolo Maddalena                  | Magistrat comptable     | Cour de comptes            | 19 juillet 2002   | 30 juillet 2002   | 30 juillet 2011   |             | 2010 - 2011    |
| Alfio Finocchiaro (en)           | Magistrat               | Cour de cassation          | 7 novembre 2002   | 5 décembre 2002   | 5 décembre 2011   |             | 2011           |
| Alfonso Quaranta (en)            | Magistrat administratif | Conseil d’État             | 16 décembre 2003  | 27 janvier 2004   | 27 janvier 2013   | 2011 - 2013 |                |
| Franco Gallo                     | Professeur              | Président de la République | 14 septembre 2004 | 16 septembre 2004 | 16 septembre 2013 | 2013        | 2011 - 2013    |
| Luigi Mazzella (en)              | Avocat                  | Parlement                  | 15 juin 2005      | 28 juin 2005      | 28 juin 2014      |             | 2013 - 2014    |
| Gaetano Silvestri (en)           | Professeur              | Parlement                  | 22 juin 2005      | 28 juin 2005      | 28 juin 2014      | 2013 - 2014 |                |
| Maria Rita Saulle (en)           | Professeur              | Président de la République | 4 novembre 2005   | 9 novembre 2005   | 7 juillet 2011    |             |                |
| Sabino Cassese                   | Professeur              | Président de la République | 4 novembre 2005   | 9 novembre 2005   | 9 novembre 2014   |             |                |
| Giuseppe Tesauro (en)            | Professeur              | Président de la République | 4 novembre 2005   | 9 novembre 2005   | 9 novembre 2014   | 2014        |                |
| Paolo Maria Napolitano (en)      | Magistrat administratif | Parlement                  | 5 juillet 2006    | 10 juillet 2006   | 10 juillet 2015   |             | 2014           |
| Giuseppe Frigo (en)              | Avocat                  | Parlement                  | 21 octobre 2008   | 23 octobre 2008   | 7 novembre 2006   |             |                |
| Alessandro Criscuolo (en)        | Magistrat               | Cour de cassation          | 28 octobre 2008   | 11 novembre 2008  | 11 novembre 2017  | 2014-2016   |                |
| Paolo Grossi                     | Professeur              | Président de la République | 17 février 2009   | 23 février 2009   | 23 février 2018   | 2016-2018   |                |
| Giorgio Lattanzi (en)            | Magistrat               | Cour de cassation          | 19 novembre 2010  | 9 décembre 2010   | 9 décembre 2019   | 2018-2019   | 2014-2018      |
| Aldo Carosi (en)                 | Magistrat comptable     | Cour des comptes           | 17 juillet 2011   | 13 septembre 2011 | 13 septembre 2020 |             | 2016-2020      |
| Marta Cartabia                   | Professeur              | Président de la République | 2 septembre 2011  | 13 septembre 2011 | 13 septembre 2020 | 2019-2020   | 2014-2019      |
| Sergio Mattarella                | Avocat                  | Parlement                  | 5 octobre 2011    | 11 octobre 2011   | 3 février 2015    |             |                |
| Mario Rosario Morelli (en)       | Magistrat               | Cour de cassation          | 18 novembre 2011  | 12 décembre 2011  | 12 décembre 2020  | 2020        | 2018-2020      |
| Giancarlo Coraggio (it)          | Magistrat administratif | Conseil d’État             | 29 novembre 2012  | 28 janvier 2013   | 28 janvier 2022   | 2020-2022   | 2020           |
| Giuliano Amato                   | Professeur              | Président de la République | 12 septembre 2013 | 18 septembre 2013 | 18 septembre 2022 | 2022        | 2020-2022      |
| Daria de Pretis (en)             | Professeur              | Président de la République | 18 octobre 2014   | 11 novembre 2014  |                   |             | 2022-          |
| Nicolò Zanon (en)                | Professeur              | Président de la République | 18 octobre 2014   | 11 novembre 2014  |                   |             | 2022-          |
| Silvana Sciarra (en)             | Professeur              | Parlement                  | 6 novembre 2014   | 11 novembre 2014  |                   | 2022-       | 2022           |
| Franco Modugno (en)              | Professeur              | Parlement                  | 16 décembre 2015  | 21 décembre 2015  |                   |             |                |
| Augusto Barbera (en)             | Professeur              | Parlement                  | 16 décembre 2015  | 21 décembre 2015  |                   |             |                |
| Giulio Prosperetti (en)          | Professeur              | Parlement                  | 16 décembre 2015  | 21 décembre 2015  |                   |             |                |
| Giovanni Amoroso (en)            | Magistrat               | Cour de cassation          | 26 octobre 2017   | 13 novembre 2017  |                   |             |                |
| Francesco Viganò (it)            | Avocat                  | Président de la République | 24 février 2018   | 8 mars 2018       |                   |             |                |
| Luca Antonini (jurist) (en)      | Avocat                  | Parlement                  | 19 juillet 2018   | 26 juillet 2018   |                   |             |                |
| Stefano Petitti (en)             | Magistrat               | Cour de cassation          | 28 novembre 2019  | 10 décembre 2019  |                   |             |                |
| Angelo Buscema (en)              | Magistrat               | Cour des comptes           | 12 juillet 2020   | 15 septembre 2020 |                   |             |                |
| Emanuela Navarretta (en)         | Professeure             | Président de la République | 9 septembre 2020  | 15 septembre 2020 |                   |             |                |
| Maria Rosaria San Giorgio (en)   | Magistrate              | Cour de cassation          | 16 décembre 2020  | 17 décembre 2020  |                   |             |                |
| Filippo Patroni Griffi           | Juge administratif      | Conseil d'État             | 15 décembre 2021  | 29 janvier 2022   |                   |             |                |
| Marco D'Alberti (en)             | Professeur              | Président de la République | 15 septembre 2022 | 20 septembre 2022 |                   |             |                |